# Розар, Анни
А́нни Роза́р (нем. Annie Rosar; 17 мая 1888, Вена — 5 августа 1963, Вена, там же) — австрийская актриса.

## Биография
Анни Розар родилась 17 мая 1888 года в Вене (Австро-Венгрия) в семье кондуктора трамвая Михаэля Розара и его жены Ангнес Розар (в девичестве Микула). 
Анни окончила среднюю школу для девочек, Академию исполнительских искусств в Вене и Академии драматического искусства в Милане.

## Карьера
В 1910 году Анни начала свою карьеру в качестве театральной актрисы, начав играть в театре комедии в Вене. В 1912—1963 года Розар сыграла в 122-х фильмах.
Анни — лауреат премии «Бэмби» (1960).

## Личная жизнь
В 1907 году Анни вышла замуж за бизнесмена, но позже они развелись.
В 1930 году Анни вышла замуж во второй раз, но и этот брак позже окончился разводом. Единственный сын бывших супругов погиб во Второй мировой войне.

## Смерть
75-летняя Анни скончалась от сердечного заболевания 5 августа 1963 года в Вене (Австрия).

## Избранная фильмография
| Год  |   | Русское название | Оригинальное название | Роль         |
| ---- | - | ---------------- | --------------------- | ------------ |
| 1938 | ф | 13 стульев       | Dreizehn Stühle       | Каролине     |
| 1949 | ф | Третий человек   | The Third Man         | жена Портера |